# Academia Chinesa de Ciências
A Academia Chinesa de Ciências é a academia nacional de ciências naturais da República Popular da China. É uma instituição do Conselho de Estado da China. Ela está sediada em Pequim, com os institutos espalhados por todo o país. Foi fundada em Pequim em primeiro de novembro de 1949, foi criado para ser a força chinesa nas áreas de pesquisas incentivando seus cientistas a voltarem para seu país, treinando-os e alocando-os. A Academia Chinesa de Ciências supervisiona cerca de 120 institutos - incluindo as instalações de "grandes ciências" da China - e três instituições de ensino superior. Após uma série de reformas, os cientistas de muitos de seus laboratórios se envolvem em pesquisas de classe mundial em várias disciplinas, incluindo física quântica, matemática e neurociência.